# Ян Амор Юніор Тарновський
Ян Амор Юніор Тарновський (пол. Jan Amor Iunior Tarnowski; 1420/1430, Тарнів — 5 червня/5 листопада 1500) — державний, політичний та військовий діяч Польського королівства. Каштелян сандецький (1461), войницький (1463), краківський (29 листопада 1490 — 12 січня 1491). Воєвода сандомирський (1479), краківський (від 29 вересня 1479).

## Біографія
Четвертий з п'яти синів Яна Тарновського і його дружини Ельжбети зі Штерберга (Штернберка). Навчався в Краківській Академії. Отримав класичну гуманістичну освіту. Його маєтності займали 4 міста, 3 замки і 23 села. Записав фундуш для костелу бернардинців у Тарнові.
Помер 1500 року, К. Несецький стверджував про прожиті ним 84 роки. Був похований у катедральній базиліці Різдва Божої Матері в Тарнові, в каплиці святої Анни, де досі знаходиться його надгробок — виконаний у ренесансному стилі руками італійського скульптора Джанні Марії Падовано і його помічника — В. Кушиці або Санті Ґуччі.

## Сім'я
Перша дружина — Зиґмунта з Ґорая — донька Прокопа з Ґорая і Щебрешина. Народила йому двох синів і трьох доньок:
- Ян Амор — руський воєвода
- Ян Александер — придворний короля
- Ельжбета — дружина воєводи Добєслава «Любельчика» Курозвенцького
- Катажина — дружина Станіслава Кміти Собєнського, воєводи белзького і руського[1].

Друга дружина — Барбара з Рожнова гербу Сулима — внучка Завіші Чорного (брав участь у Грюнвальдській битві, як і батько Яна Амора) і вдова Станіслава з Тенчина гербу Сокира (Топур). Вона народила йому сина Яна Амора, котрий став пізніше великим коронним гетьманом, а також доньку Зофію — дружину краківського бурґграфа Станіслава Щенсного з Бобрку Ліґензи.